# تيمو يندستروم
تيمو يندستروم (بالفنلندية: Timo Lindström) هو لاعب هوكي الجليد فنلندي، ولد في 9 أبريل 1986 في هلسنكي في فنلندا.

## وصلات خارجية
- تيمو يندستروم على موقع EliteProspects.com (الإنجليزية)
- تيمو يندستروم على موقع Eurohockey.com (الإنجليزية)
- تيمو يندستروم على موقع HockeyDB.com (الإنجليزية)